# 布里茲 (伊利諾伊州)
布里茲（英語：Breeds）是位於美國伊利諾伊州富爾頓縣的一個非建制地區。該地的面積和人口皆未知。

## 地理
布里茲的座標為40°33′19″N 89°55′13″W / 40.55528°N 89.92028°W，而該地的平均海拔高度為147米（即482英尺）。